# Indotyphlops tenebrarum
Indotyphlops tenebrarum är en ormart som beskrevs av Taylor 1947. Indotyphlops tenebrarum ingår i släktet Indotyphlops och familjen maskormar. Inga underarter finns listade i Catalogue of Life.
Denna orm förekommer på nordöstra Sri Lanka vid havet. Ett exemplar hittades i en trädgård. Indotyphlops tenebrarum gräver i lövskiktet och i det översta jordlagret. Honor lägger antagligen ägg.
Populationen hotas av ett sandtäckt. Det är inget känt om populationens storlek. IUCN listar arten med kunskapsbrist.